# Agarak (Kapan)
Agarak – wieś w Armenii, w prowincji Sjunik. W 2011 roku liczyła 177 mieszkańców.